# Fletch aux trousses
Série
Autant en emporte Fletch !
(1989)
Pour plus de détails, voir Fiche technique et Distribution.
Fletch aux trousses (Fletch) est un film américain réalisé par Michael Ritchie, en 1985.

## Synopsis
Irwin Fletcher, dit Fletch, est un journaliste qui enquête discrètement sur un trafic de drogue en bord de mer. Il est contacté sur la plage par Alan Stanwyk, un homme riche qui prétend être atteint d'un cancer des os et lui demande de mettre fin à ses jours à une date convenue, contre une forte somme d'argent. Fletch accepte le marché mais a quelques doutes quant aux motivations réelles de Stanwyk.

## Fiche technique
- Titre original : Fletch
- Titre français : Fletch aux trousses
- Pays d'origine :  États-Unis
- Année : 1985
- Réalisation : Michael Ritchie
- Production : Universal Pictures et Vincent Pictures
- Scénario : Andrew Bergman
- Histoire :  Gregory Mcdonald, d'après son roman.
- Direction artistique : Boris Leven et Todd Hallowell (en)
- Costumes : Gloria Gresham
- Montage : Richard A. Harris
- Musique : Harold Faltermeyer
- Producteur : Peter Douglas et Alan Greisman
- Langue : anglais
- Budget : 8 millions $[1]
- Format : Couleur - 1.85 : 1 - son Dolby
- Genre : Comédie policière
- Durée : 98 minutes
- Dates de sortie :
  - États-Unis : 31 mai 1985
  - France :  20 novembre 1985
- Recette :  États-Unis : ~ 46 700 000 $ US

## Distribution
- Chevy Chase (VF : Bernard Murat) : Irwin Fletcher
- Dana Wheeler-Nicholson (VF : Sylviane Margollé) : Gail Stanwyk
- Joe Don Baker : Jerry Karlin
- Richard Libertini : Frank Walker
- Tim Matheson : Alan Stanwyk
- Geena Davis : Larry
- M. Emmet Walsh : Dr Joseph Dolan
- George Wendt : Fat Sam
- Kenneth Mars : Stanton Boyd
- Larry Flash Jenkins : Gummy
- Ralph Seymour (en) : Creasy
- William Traylor : Ted Underhill
- George Wyner : Arnold Theodore Flut
- Bruce French : Dr Holmes
- Tony Longo : L'inspecteur no 1
- James Avery : L'inspecteur no 2
- William Sanderson : Jim Swarthout
- Robert Sorrells : Marvin Stanwyk
- Penny Santon : Velma Stanwyk
- Beau Starr : Willy
- Alison La Placa : La guichetière de la Pan Am
- Bill Henderson : Le commentateur
- Kareem Abdul-Jabbar : Lui-même

## Autour du film
- Le roman Fletch de Gregory Mcdonald a eu beaucoup de succès, et Hollywood s'y est rapidement intéressé. Une option fut ainsi prise à la fin des années 1970, le romancier devant approuver le choix de l'acteur principal. C'est ainsi qu'il refusa les noms de Burt Reynolds et Mick Jagger initialement proposés, avant d'accepter celui de Chevy Chase qu'il n'avait pourtant vu dans aucun film.
- Fletch aux trousses a acquis aux États-Unis un certain statut de film culte. Une suite sortit en 1989, Autant en emporte Fletch ! (Fletch lives) mais elle ne connut pas un grand succès. Une préquelle, Fletch Won, réalisée par Bill Lawrence[2]devait être tournée en avril 2007, avec un autre acteur dans le rôle principal. Le projet ne s'est pas concrétisé.
- Le banquet qu'interrompt Fletch est en l'honneur d'un certain Fred Dorfman. C'est également le nom du frère de Kent Dorfman dans Animal House (1978)) dans lequel Chevy Chase devait à l'origine interpréter le rôle d'Eric Stratton, rôle finalement attribué à Tim Matheson qui joue le rôle d'Alan Stanwyk dans Fletch aux trousses.